# 大石河东站
大石河东站是一个位于中国北京市房山区阎村镇京周路，属于北京地铁燕房线的地铁车站，2017年12月30日随燕房线主线开通而投入使用。
这座车站最初并未出现在燕房线的方案中。本站为线路开工以后的2016年，由于星城站和马各庄站之间的区间较长，在该区间中部已完工的高架轨道上增设的。

## 位置
大石河东站位于西南六环外，京昆高速公路以东、大石河以西，京周路南侧，与京周路平行布置。

## 车站结构

### 车站楼层
大石河东站为五层高架车站，建筑高度28.65米，为中国大陆最高的地铁高架站。车站三层为站厅层，五层为侧式站台。二层为设备层，设置有燕房线全自动运行系统调试验证、综合运维试验平台。
| 地上四层 站台层 | 侧式站台，右側開门       | 侧式站台，右側開门               |
| 地上四层 站台层 | █ 燕房线往燕山（马各庄） |                                  |
| 地上四层 站台层 | █ 燕房线往阎村东（星城） |                                  |
| 地上四层 站台层 | 侧式站台，开右边门       |                                  |
| 地上三层 站厅层 | 站厅                     | 客务中心、自动售票机、进出站闸机 |
| 地上二层        | 设备层                   | 综合调试验证及运维管理平台       |
| 地面层          | 出入口                   | A－B出入口                       |

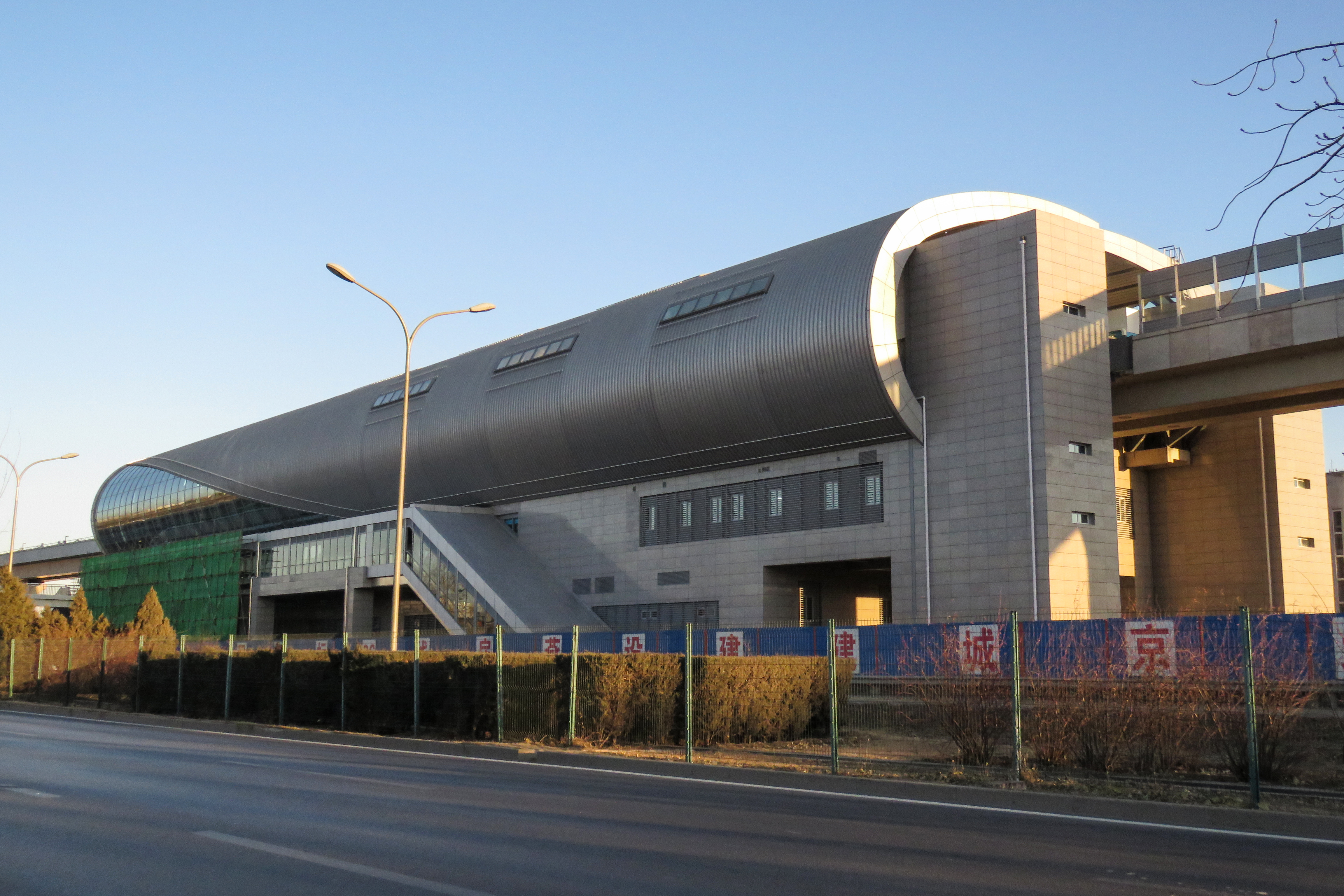
车站北面外觀（2017年12月摄）

大石河东站设有两座侧式站台，两站台各设有一间空调候车室；此外该站在站厅层、站台层侧墙、站厅层中央售票补票区和楼梯眉头墙处进行了特殊设计。

## 出入口
大石河东站南北两侧各设有一个出入口。
|                       |                  |                                        |      |            |  |
| 编号                  | 指示             | 建议前往的目的地                       | 图片 | 无障碍设施 |  |
| 出口 · A · 1          | 京周路（东南侧） | 房山区实验中学、北京市经贸高级技术学校 |      | 不適用     |  |
| 出口 · A · 2          | 京周路（东南侧） |                                        |      | 不適用     |  |
| 出口 · B · 升降机标志 | 京周路（东南侧） | 星旺佳苑                               |      |            |  |
| 註： 設有             |                  |                                        |      |            |  |